# Ramsberg (Lüdenscheid)
Ramsberg ist die Bezeichnung eines Stadtteils und gehört zum statistischen Bezirk 02 (Ramsberg / Hasley / Baukloh) von der Kreisstadt Lüdenscheid im westlichen Sauerland, Nordrhein-Westfalen. Der Ortsteil und der statistische Bezirk liegen südlich der Innenstadt von Lüdenscheid.

## Geschichte
Der heutige Stadtteil Ramsberg gehörte seit der Stadtwerdung Lüdenscheids im 13. Jahrhundert zur städtischen Feldmark. Ihre südliche Grenze wurde bis 1425 durch den Bach Spolmecke gebildet, den rechten Nebenbach der Elspe, welcher heute in ganzer Länge von der Talstraße (B 229) begleitet wird. In jenem Jahr schenkte der Landesherr, der Graf von der Mark, das südlich gelegene Freigut Volksfeld mit Nattenberg und heutigem Stadtwald Nurre der Stadt, wodurch ihr Gebiet entscheidend vergrößert wurde. Die seinerzeit hinzugekommenen Gebiete gehören heute ebenso zum statistischen Bezirk Ramsberg, wie die dicht bebauten Südhänge zwischen Innenstadt und Talstraße östlich des Stadtteils Ramsberg.

## Sanierungen im Stadtteil
Die drei Mehrfamilienhäuser aus dem Baujahr 1922 an der Kölner Straße 83 – 87 werden im Jahr 2013 kernsaniert. Es sollen in den Gebäuden 24 moderne Stadtwohnungen mit Südbalkon in den nächsten Wochen entstehen. Die Wohnungen sollen deshalb jeweils mit einem Tageslichtbad mit Badewanne und bodengleicher Dusche sowie einer kontrollierten Lüftungsanlage ausgestattet werden. Die Häuser selbst wurden wegen der großen Wohnungsnot in den 1920er Jahren errichtet. Die alten Fassaden dieser Häuser gehören zu den interessantesten und markantesten des Stadtteils. Deshalb haben die Eigentümer im August 2012 auch die Eintragung in die Lüdenscheider Denkmalliste beantragt. Zuvor wurden von denselben Eigentümern bereits in den Häusern an der Kölner Straße 97 – 101, unterhalb der Einmündung Lohmühlenstraße, insgesamt 19 Wohnungen grundsaniert und innerhalb kürzester Zeit neu vermietet.

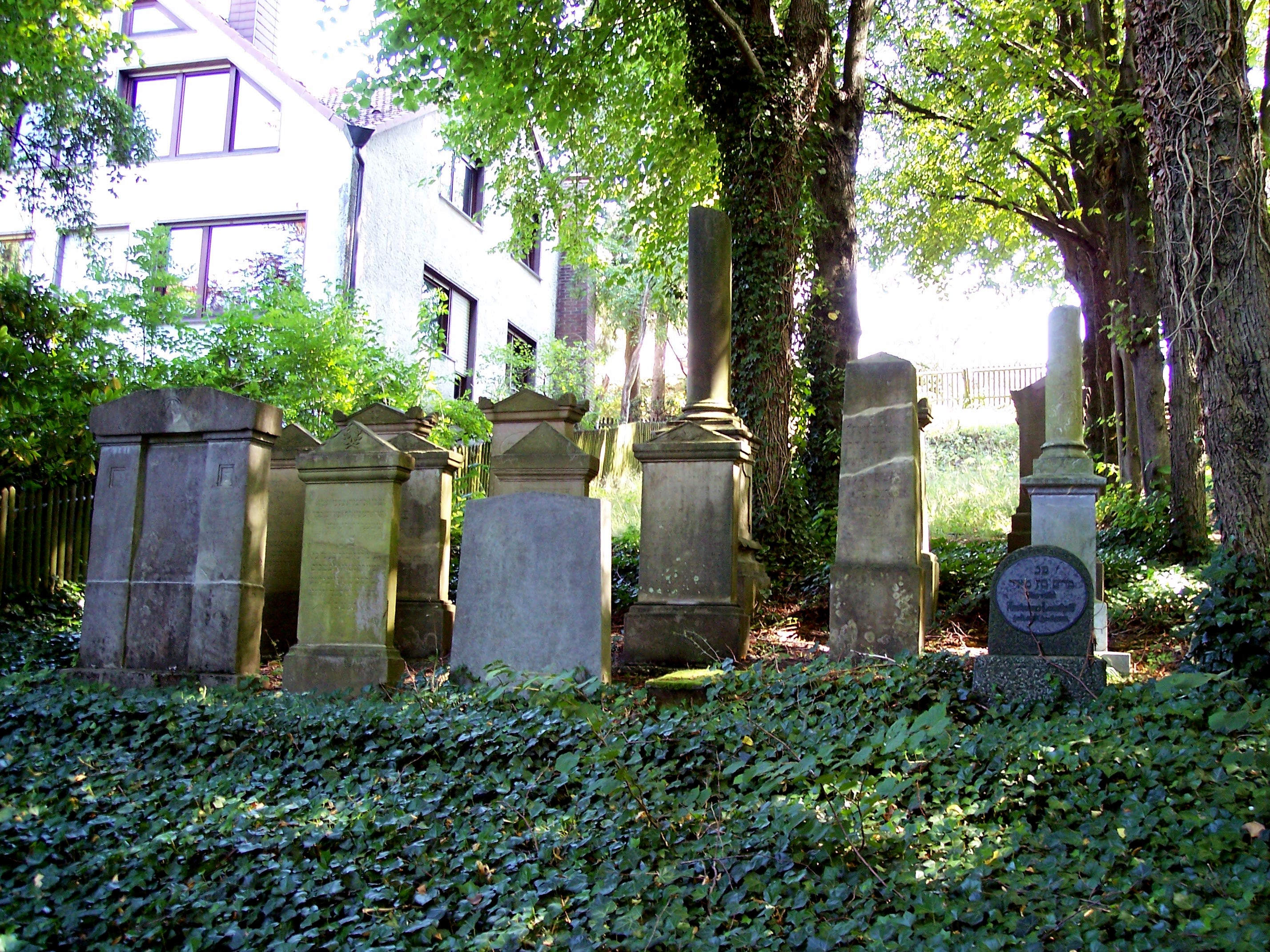
Jüdischer Friedhof, Gruppe historischer Grabdenkmale

## Sehenswertes
Im Süden des Stadtteils befindet sich der Neue Jüdische Friedhof. Nach der Schließung des ursprünglichen Begräbnisplatzes Ecke Knapper- /Lösenbacher Straße wurden 1955 zahlreiche historische Grabdenkmale hierher verbracht. Das Gelände am Ramsberg ist meist verschlossen, jedoch ist es von einem benachbarten Fußweg aus gut einzusehen.

## Siedlungs- und Infrastruktur des Stadtteils
Der eigentliche Stadtteil Ramsberg liegt auf einem Bergsporn südwestlich der Innenstadt. Nach Westen zur Kölner Straße, nach Osten zur Südstraße und nach Süden zum Spolmecketal (Talstraße) fällt das Gelände überwiegend steil ab; die Steilhänge sind von Wald bestanden. Die flachere Kuppe wird von einer Ringstraße und durch Stichstraßen erschlossen. Wie noch an der Gebäudesubstanz abzulesen, begann die Bebauung im nördlichen, innenstadtnahen Bereich etwa um 1900. Der größere südliche Teil des Stadtteils wurde in den 1950er und frühen 1960er Jahren erschlossen. Es entstanden teils gehobene Einfamilienhäuser sowie Mietshäuser unterschiedlicher Größe. Es handelt sich um ein Wohngebiet mit nur wenigen kleinen Gewerbebetrieben. Im Norden befindet sich das Gebäude der neuapostolischen Gemeinde Lüdenscheid Mitte. Topographisch bedingt, ist der Stadtteil per Straße lediglich von Norden her erreichbar. Fußwege und -pfade erschließen die Steilhänge und gewährleisten eine schnelle Erreichbarkeit von Nurre und Sportzentrum Nattenberg.
Unterhalb des Ramsberg, an der Kölner Straße 71, befindet sich außerdem die Gemeinschaftsgrundschule Westschule der Stadt Lüdenscheid. An der Friedrich-Wilhelm-Straße 19 gibt es zudem den städtischen Kinder- und Teenietreff Haus der Jugend, der verschiedene Aktivitäten anbietet.

## Verkehrsanbindung

### Bahnverkehr
In der Nähe des Ramsberg befindet sich der Bahnhof Lüdenscheid, der durch die Volmetal-Bahn eine stündliche Zugverbindung nach Schalksmühle, Hagen, Herdecke und Dortmund sicherstellt.

### Busverkehr
Außerdem liegt der Zentrale Omnibusbahnhof „Sauerfeld ZOB“ der Stadt Lüdenscheid am Rande des Ramsberg. Von dort aus verkehren Busverbindungen der Märkischen Verkehrsgesellschaft (MVG) und der Busverkehr Ruhr-Sieg (BRS) in alle Stadtteile der Stadt Lüdenscheid sowie in viele weitere Städte in der Umgebung von Lüdenscheid.
Weitere wichtige Bushaltestellen am Rande des Ramsberg sind: „Kölner Straße“, „Kurze Straße“, „Friedrich-Wilhelm-Straße“, „Familienbad Nattenberg“, „Talstraße“, „Oenekinger Hang“, „Luisental“ und „Wildmecke“.

### Straßenverkehr
Die Anbindung an das Bundesautobahnnetz erfolgt über die Abfahrt Nr. 14 Lüdenscheid der Bundesautobahn 45. Die A 45 selbst führt Richtung Norden nach Hagen und Dortmund sowie in Richtung Süden nach Siegen, Wetzlar, Gießen und Frankfurt am Main. Weitere Alternativanschlussstellen sind die Abfahrten Nr. 13 Lüdenscheid-Nord und Nr. 15 Lüdenscheid-Süd der A 45. Auch die beiden Bundesstraßen B 54 und B 229 liegen in der Nähe des Ramsberg und sind innerhalb weniger Fahrminuten gut erreichbar. Einige Parkplätze innerhalb des Ramsberg sichern den Autofahrern Parkmöglichkeiten zu.